# Селано
Селано (итал. Sellano) је насеље у Италији у округу Перуђа, региону Умбрија.
Према процени из 2011. у насељу је живело 247 становника. Насеље се налази на надморској висини од 629 м.

## Становништво
Према резултатима пописа становништва 2011. у општини је живело 1.140 становника.
| 1931. | 1936. | 1951. | 1961. | 1971. | 1981. | 1991. | 2001. | 2011. |
| ----- | ----- | ----- | ----- | ----- | ----- | ----- | ----- | ----- |
| 3.078 | 2.897 | 2.766 | 2.580 | 1.987 | 1.619 | 1.337 | 1.208 | 1.140 |